# Otto Kässbohrer
Otto Kässbohrer, född 26 januari 1904 i Ulm, Tyskland, död där 20 juni 1989, var en tysk ingenjör.. Han är mest känd för den självbärande bussen och för att ha grundat Setra som är en världsledande tillverkare av bussar.
Fadern Karl Kässbohrer,var redan en framgångsrik ingenjör som hade grundat vagnfabriken i Ulm som tillverkade lastbilssläp. När han dog år 1922 tog sönerna Otto och  Karl Junior över företaget. År 1951 uppfann Otto Kässbohrer den första självbärande bussen och bildade i sin tur företaget Setra som i dag är en del av Mercedeskoncernen. Efter ha bildat Setra hjälpte Otto med framgångsrika innovationer inom busstillverkning bland annat retarder för bussar och en av Europas första ledade bussar.